# مها علی
مها علی (عربی: مها علي؛ زادهٔ ۱۷ مهٔ ۱۹۷۳) سیاست‌مدار اهل اردن است. او وزیر صنعت، معدن و تجارت اردن است.